# Erdu (köpinghuvudort i Kina, Jiangxi Sheng, lat 27,46, long 116,17)
Erdu är en köpinghuvudort i Kina. Den ligger i provinsen Jiangxi, i den sydöstra delen av landet, omkring 140 kilometer söder om provinshuvudstaden Nanchang. Antalet invånare är 15 831. Befolkningen består av 7 684 kvinnor och 8 147 män. Barn under 15 år utgör 22,0 %, vuxna 15-64 år 71 %, och äldre över 65 år 6,0 %.
Runt Erdu är det ganska tätbefolkat, med 111 invånare per kvadratkilometer. Närmaste större samhälle är Fenggang, 10,8 km norr om Erdu. I omgivningarna runt Erdu växer i huvudsak blandskog.
Genomsnittlig årsnederbörd är 2 316 millimeter. Den regnigaste månaden är juni, med i genomsnitt 432 mm nederbörd, och den torraste är oktober, med 18 mm nederbörd.